# سامیت لیک (ویسکانسین)
سامیت لیک (به انگلیسی: Summit Lake) یک منطقهٔ مسکونی در ایالات متحده آمریکا است که در شهرستان لانگلاد، ویسکانسین واقع شده‌است. سامیت لیک ۱۴۴ نفر جمعیت دارد و ۵۲۴٫۸۷ متر بالاتر از سطح دریا واقع شده‌است.